# Cosplay Token
Cosplay Token（日: コスプレトークン）とは、世界中のコスプレコミュニティやDAppsでの使用を目的として開発された暗号通貨である。名前の由来となったのは世界共通ワードであるコスプレ、ブロックチェーンのテクノロジーとして「暗号資産」や「仮想通貨」と同義語かつ分散型取引も可能にしており多岐にわたる潜在的な機能をトークンというワードが含むことからである。
COT通貨単位表記は「COT」である。
日本の金融庁へも認可（ホワイトリスト）されており、日本の仮想通貨取引所上場にしている。
Cosplay Token Project
世界中に点在化されているコスプレイヤーやファンのコミュニティ対してブロックチェーンを活用したエコシステム、DAO化を構築する事である。
世界中で行われているコスプレイベントや世界最大級のコスプレプラットフォーム「World Cosplay」だけでなく、NFT(非代替性トークン）サービス「Curecos」も開発されており利用範囲が拡大している。
従来のコスプレイヤーだけなく年齢、ジェンダー、言葉が関係なく世界中で誰しもが参加できるコミュニティを目指している。

## 歴史
Ethereum NetworkのERC20規格から2018年3月にCOTv1正式版がリリース。
2018年1月　Cosplay Token　ホワイトペーパーv1公表

2018年3月　Cosplay Token（コスプレトークン）v1リリース

2019年7月　LiquidGlobal上場（COTv1）

2020年9月　「World Cosplay」にMyEtherWallet (MEW)  が実装されDapps化

2021年2月　NFT構想検討開始

2021年8月　Liquid Globalにてハッキングの影響を受ける

2021年12月　ハードフォーク実施

2021年12月　Bittrexに上場

2022年1月　COT Polygon Network開始

2022年1月　QuickSwapへ上場

2022年3月　Cosplay Token　ホワイトペーパーv2公表

2022年3月　日本の金融庁へホワイトリスト入り

2022年3月　Zaif・サクラエクスチェンジビットコイン上場

2022年3月　COTが利用できるDApps「Curecos」β版ローンチ

2022年5月　bybitに上場

2022年6月　COTが利用できるDApps「Curecos」ローンチ

2022年9月　Huobi Japanに上場

2023年5月　COT Payの実施

## 仕組み
発行暗号資産の信用力に関しては、パブリックブロックチェーンのEthereumのスマートコントラクトを基盤とした暗号資産となり、それらプラットフォームの信用力に準ずる。
Ethereum Networkの他に、Polygon Networkでの使用も可能となっている。

## 特徴
- Liquid Globalがハッキングを受けた際に迅速にハードフォークを実施し対応の早さが評価された。
- 世界で最も仮想通貨の上場審査が厳しい日本において上場しており、プロジェクトの信用性が高いとされている。
- コスプレイヤーの火将ロシエルがCurecosにて、自身のコスプレNFTを428枚（107,000COT分 約45万円相当 ※9/13レート）をセールした。[10]